# Neoleptophlebia uncinata
Neoleptophlebia uncinata — вид одноденок родини Leptophlebiidae. Описаний у 2023 році.

## Поширення
Ендемік Китаю. Виявлений в окрузі Нанкін у провінції Цзянсу на сході країни.

## Характеристика
За допомогою польового збору та вирощування в домашніх умовах було отримано всі життєві стадії виду, а його німфи мешкають у невеликих струмках (шириною менше 1 м) і мілководді (глибиною до 30 см). Діагностично імаго цього виду має більші бічні пеніальні придатки, ніж його родичі, а німфа має розширені II і III сегменти верхньощелепних і губних пальп.